# El Portal (Florida)
El Portal es una villa ubicada en el condado de Miami-Dade en el estado estadounidense de Florida. En el Censo de 2010 tenía una población de 2.325 habitantes y una densidad poblacional de 2.343,83 personas por km².

## Geografía
El Portal se encuentra ubicada en las coordenadas 25°51′19″N 80°11′39″O / 25.85528, -80.19417. Según la Oficina del Censo de los Estados Unidos, El Portal tiene una superficie total de 0.99 km², de la cual 0.98 km² corresponden a tierra firme y (1.31%) 0.01 km² es agua.

## Demografía
Según el censo de 2010, había 2.325 personas residiendo en El Portal. La densidad de población era de 2.343,83 hab./km². De los 2.325 habitantes, El Portal estaba compuesto por el 39.83% blancos, el 50.11% eran afroamericanos, el 0.13% eran amerindios, el 1.2% eran asiáticos, el 0.04% eran isleños del Pacífico, el 3.91% eran de otras razas y el 4.77% pertenecían a dos o más razas. Del total de la población el 28.6% eran hispanos o latinos de cualquier raza.

## Educación
Las Escuelas Públicas del Condado de Miami-Dade gestiona escuelas públicas.
La Escuela Secundaria Miami Central sirve a El Portal.